# Alvorada (Río Grande del Sur)
Alvorada es un municipio brasileño del estado de Río Grande del Sur.
Se encuentra ubicado a una latitud de 30° 01' Sur y una longitud de 51° 04' Oeste. Su población estimada para el año 2004 era de 201.919 habitantes. 
Ocupa una superficie de 70,8 km². Fue creada el día 17 de septiembre de 1965. Pertenece a la Región Metropolitana de Porto Alegre y a la Microrregión Porto Alegre. 
El municipio antes llamado Passo do Feijó, se separó de Viamão el día 17 de septiembre de 1965 conforme a la Ley estadual n.º 5026, bajo el nombre de Alvorada, nombre que en portugués significa amanecer, en referencia a que el pueblo era constituido en su mayoría por trabajadores que se levantaban a las primeras horas de la mañana para ir a trabajar a Porto Alegre.
Alvorada tiene límites con los municipios de Porto Alegre, Viamão, Gravataí y Cachoeirinha.
Es considerado por los órganos de seguridad pública como uno de los municipios más violentos de Río Grande del Sur. En el año 2005 fueron cometidos más de 70 asesinatos. Entre sus barrios más peligrosos se encuentran Umbú y Salomé.
Se llega a ella a través de la carretera RS-118, estando a una distancia de 16 kilómetros de Porto Alegre, capital del Estado.
La economía se basa principalmente en el comercio y el sector de servicios, aunque la mayoría de la población trabaja en Porto Alegre, lo que hace que la ciudad sea conocida como ciudad-dormitorio.
Alvorada está separada de la capital del Estado por el arroyo Feijó, que tuvo gran importancia en los primeros tiempos de la ciudad, ya que de él se usaba el agua para el consumo de sus pobladores.
- Datos: Q449593
- Multimedia: Alvorada (Rio Grande do Sul) / Q449593

1. ↑  Worldpostalcodes.org,código postal n.º 94800-000.